# Ciempozuelos
Ciempozuelos település Spanyolországban, Madrid tartományban. Ciempozuelos Valdemoro, San Martín de la Vega, Chinchón, Titulcia, Aranjuez és Seseña községekkel határos. Lakosainak száma 26 140 fő (2024).

## Népesség
A település népessége az utóbbi években az alábbiak szerint változott:
| Lakosok száma | 14 170 | 16 680 | 20 010 | 22 132 | 23 716 | 23 739 | 23 737 | 24 592 | 25 383 | 26 140 |
|               | 2001   | 2004   | 2007   | 2009   | 2012   | 2014   | 2017   | 2019   | 2022   | 2024   |